# Rochas
Rochas är ett mode-, parfym- och skönhetshus. Huset grundades 1925 av Marcel Rochas, som var den första att designa 2/3 långa kappor och kjolar med fickor. Huset ägs nu av Procter & Gamble.
Rochas har i första hand blivit kända för parfymen Femme, som var paketerade i ett rosa paket med svart spets. 
I juli 2006, tillkännagav Procter & Gamble, företaget som äger modehuset, att Rochas modeavdelning skulle läggas ner. Detta var ett beslut som chockade många i modevärlden.

### Fotnoter
1. 1 2  Hirschberg, Lynn. ”Is There A Place for Olivier Theyskens?” (på engelska). New York Times. http://www.nytimes.com/2006/08/06/magazine/06theyskens.html?ex=1312516800&en=11147b14eed665ef&ei=5088&partner=rssnyt&emc=rss. Läst 21 maj 2008.
2. 1 2 3  ”House of Rochas suddenly out of fashion” (på engelska). Daily Telegraph. 19 juli 2006. Arkiverad från originalet den 30 maj 2008. https://web.archive.org/web/20080530000531/http://www.telegraph.co.uk/fashion/main.jhtml?xml=%2Ffashion%2F2006%2F07%2F19%2Fefrochas19.xml. Läst 21 maj 2008.